# Domme
Domme is een gemeente in het Franse departement Dordogne. Het is een oud stadje met een ommuurde vesting, boven op een berg langs de rivier de Dordogne. Het ligt in de streek Périgord Noir in Frankrijk, aan de grens met departement Lot. De gemeente telde 901 inwoners op 1 januari 2022.
Het is een bastide die in 1281 door koning Filips de Stoute werd gesticht. Het heeft nog een groot deel van zijn stadsmuren met drie stadspoorten. Bastides hebben veelal een regelmatige plattegrond. Door de ligging op de Mont-de-Domme, op ongeveer 150 m boven de rivier de Dordogne, is de plattegrond bij Domme onregelmatig van vorm. Tot in de zeventiende eeuw was het een welvarende stad. Juist door het verdwijnen van de welvaart heeft Domme zijn historische karakter behouden. Domme is een van Les Plus Beaux Villages de France.

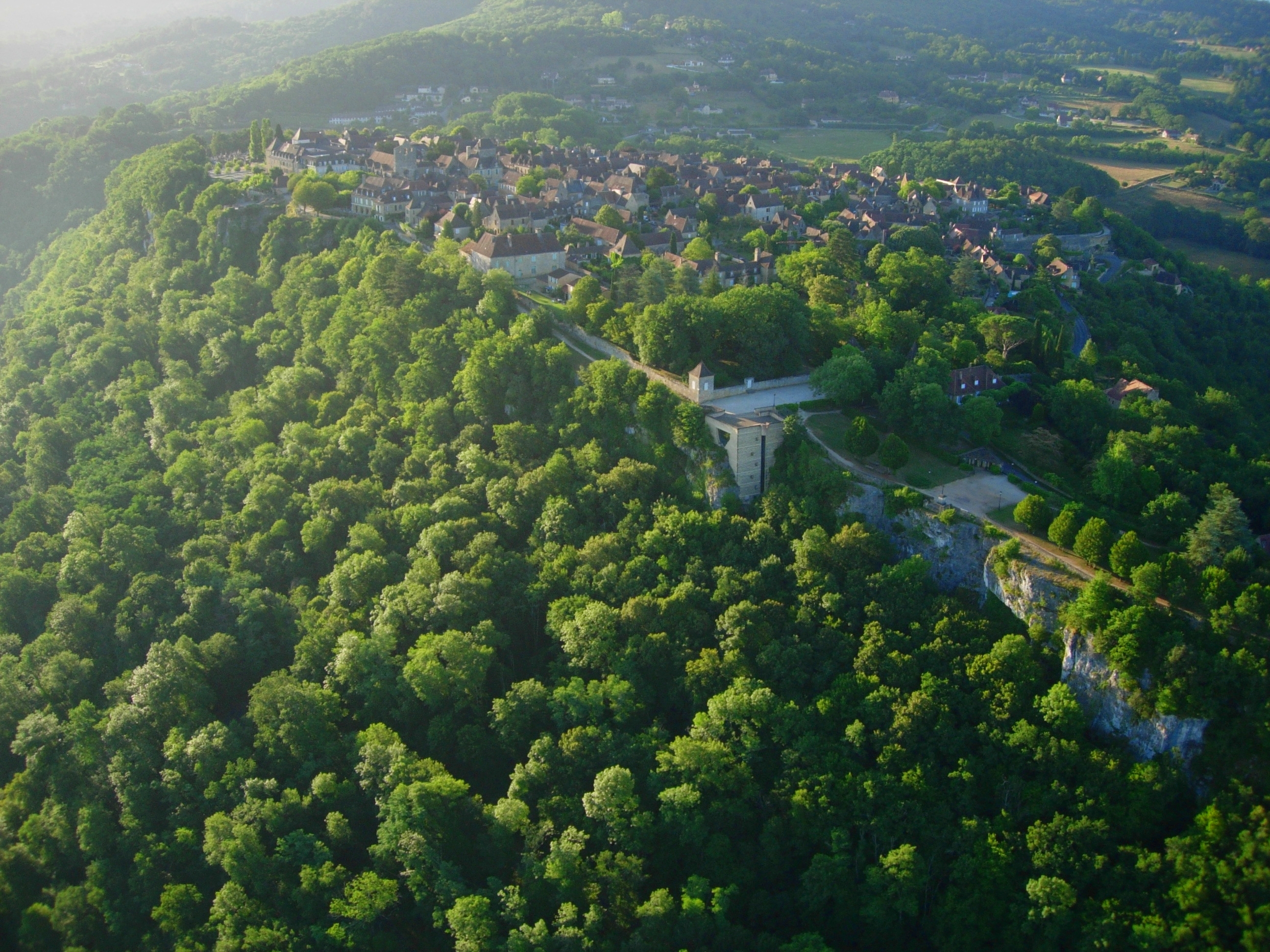
Domme

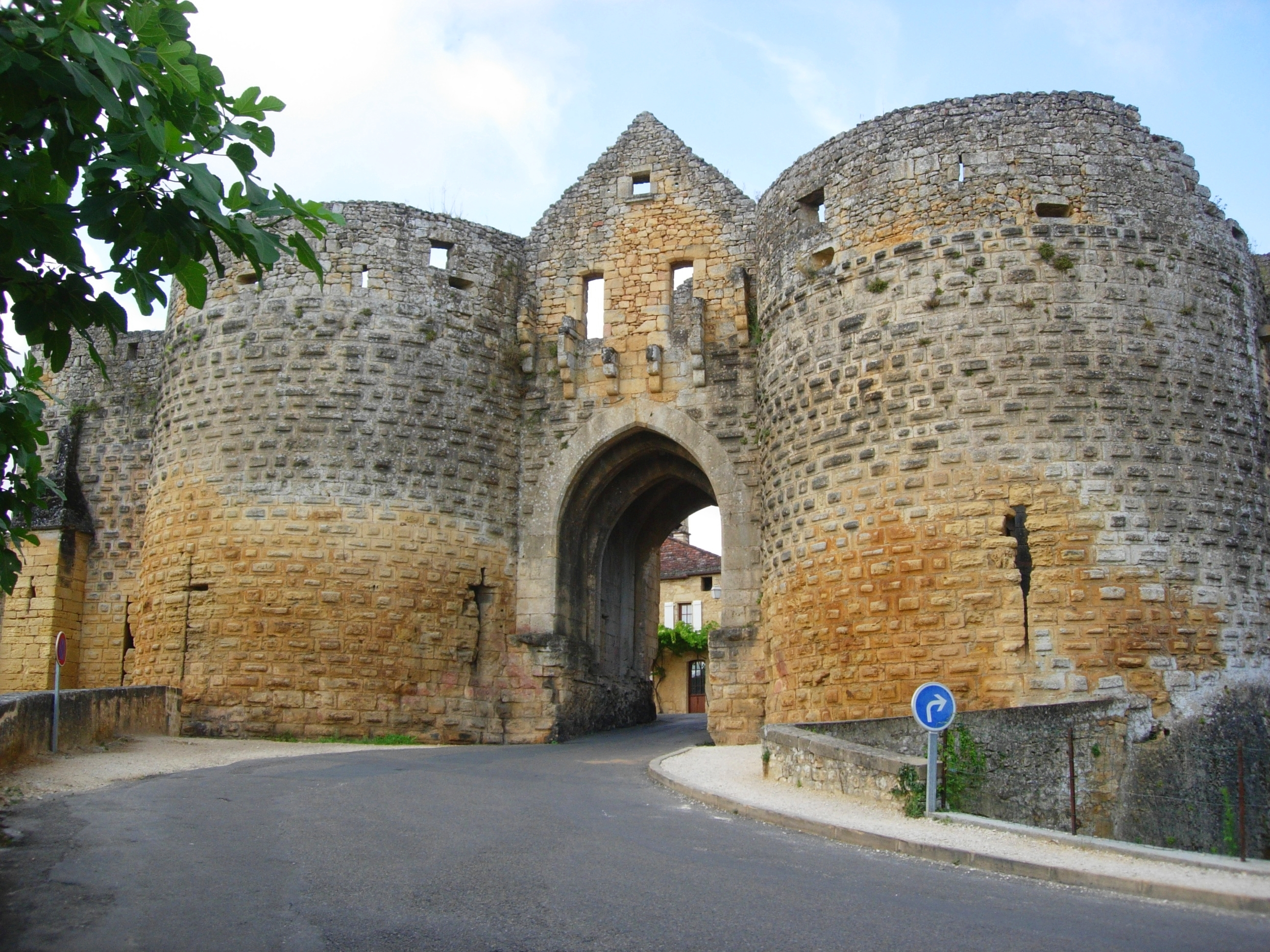
Stadspoort van Domme (Porte des Tours)

## Bezienswaardigheden
- Porte del Bos, stadspoort
- Porte des Tours, stadspoort
- Porte de la Combe, stadspoort
- Place de la Halle, met middeleeuwse kerk en stadhuis in het Hôtel du Gouverneur
- Grot van Domme, toegankelijk vanuit de oude markthal in centrum van de stad

## Geografie
De oppervlakte van Domme bedraagt 24,91 km², de bevolkingsdichtheid is 36 inwoners per km² (per 1 januari 2019).
De onderstaande kaart toont de ligging van Domme met de belangrijkste infrastructuur en aangrenzende gemeenten.

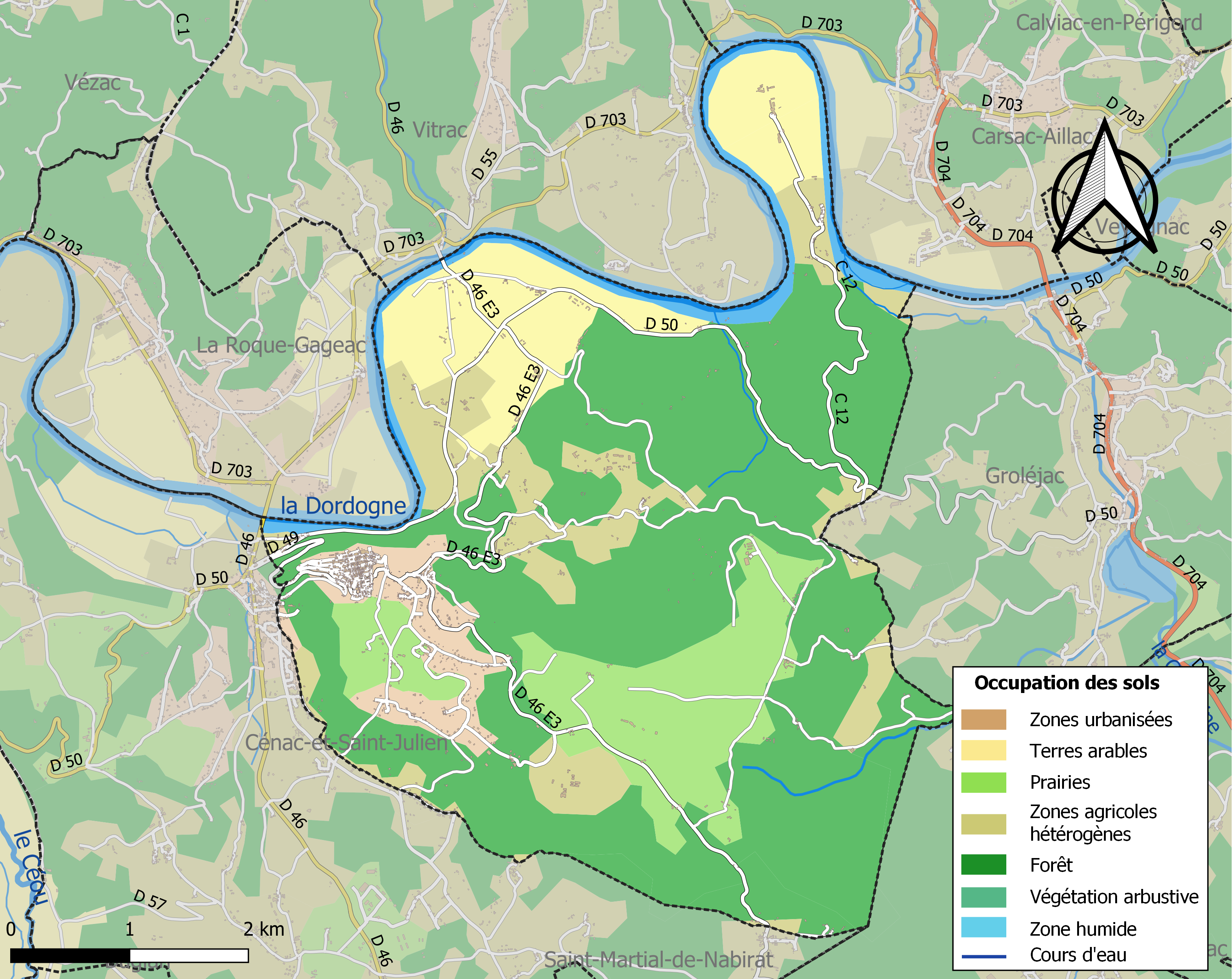

## Demografie
Onderstaande figuur toont het verloop van het inwoneraantal van Domme vanaf 1962.

## Geboren
- Jacques de Maleville (1741-1824), jurist en politicus